# Ferdinand Palluel
Ferdinand Palluel (Chambéry, 10 aprile 1796 – Cléry, 27 luglio 1864) è stato un politico e avvocato francese.

## Biografia

### Origini
Ferdinand Joseph nacque il 10 aprile 1796 à Chambéry, nel dipartimento del Monte Bianco. Il ducato di Savoia era stato annesso alla Francia nel 1792. Era figlio di Joseph Palluel (1770-1829), segretario dell'Assemblée nationale des Allobroges, e poi del dipartimento del Monte Bianco. Apparteneva alla borghesia della Comba di Savoia.

### Carriera politica
Ferdinand Palluel diventò avvocato a Chambéry nel 1821.
Lo Statuto albertino del 1848 aprì nuovi orizzonti politici. Palluel fu eletto come deputato conservatore della Savoia al Parlamento del Regno di Sardegna a Torino, per il collegio di Albertville, nella I legislatura del Regno di Sardegna. Apparteneva al gruppo dei conservatori savoiardi, nel quale militò in particolare durante i dibattiti dell'estate, per la difesa delle congregazioni religiose. Si dimise qualche mese più tardi, nel luglio dello stesso anno. Venne sostituito da Pierre Blanc. Recuperò il seggio un anno dopo, nel luglio del 1849. Diventò vicepresidente della Camera dal 1849 al 1850 · . Nel 1852 perse di nuovo il seggio a favore, questa volta, di Albert-Eugène Lachenal.
L'indemani dell'annessione della Savoia alla Francia, nel giugno 1860, continuò la sua carriera politica nel Secondo Impero. Nel marzo del 1862, il conte Amédée Greyfié de Bellecombe si dimise dal suo mandato di deputato della 2ª circoscrizione. Ferdinand Palluel, che apparteneva allo stessa corrente del conte Greyfié de Bellecombe, si presentò alle elezioni e ottenne il seggio battendo il liberale Léon Brunier. Diventò, inoltre, consigliere generale in rappresentanza del Cantone di Bourg-Saint-Maurice nel 1863. Si presentò alle elezioni per la terza legislatura del 1863. Mantenne il suo mandato fino alla morte. Lo sostituì Louis Bérard-Blay, di Moûtiers.
Nel 1864 fu nominato cavaliere della Legion d'onore.